# Комеморативна марка

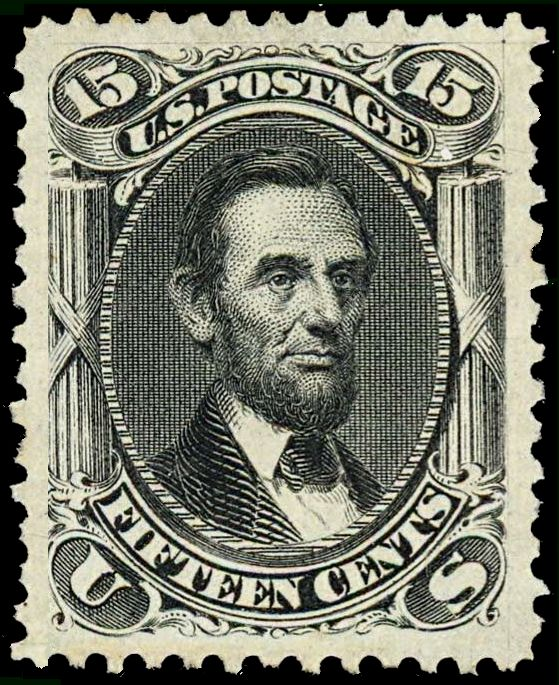
Комеморативна поштова марка Авраам Лінкольн випуск 1866 року

Комеморативна марка (від фр. comme — як та memoria — пам'ять) — узагальнююча назва художніх спеціальних (пам'ятних, ювілейних та інших) поштових марок, які часто видаються на знакову дату, наприклад, річницю, для вшанування або відзначення місця, події, особи чи об'єкта. 

## Загальний опис
Під терміном «комеморативна марка» мають на увазі крім згаданих вище також і тематичні марки (малюнки на яких присвячені певній темі колекціонування). Іноді цей термін вживається для спрощення термінології, наприклад у випадках, коли треба тільки підкреслити, що марка не є загальновживаною (тобто стандартною, яка випускається поштовими адміністраціями для повсякденного масового вжитку та використовується без обмеження тиражу). Багато поштових служб щороку випускають кілька комеморативних або пам'ятних марок, іноді проводячи перший день церемонії випуску у місцях, пов'язаних з предметами. Пам'ятні печатки можуть бути використані поряд з звичайними марками. На відміну від стандартних поштових марок, які часто перевидаються та продаються протягом тривалого періоду часу для загального користування, ювілейні марки, як правило, друкуються в обмежених кількостях і продаються протягом набагато коротшого періоду часу, як правило, до закінчення терміну постачання. Таким чином, комеморативні марки виготовляються, як правило, відносно невеликим тиражем до певної дати на високому поліграфічному рівні на відміну від стандартних поштових марок, які є чинними впродовж багатьох років, друкуються масовим тиражем, та іноді мають додаткові тиражі.